# Schronisko Małe w Gaudynowskich Skałach
Schronisko Małe w Gaudynowskich Skałach – schronisko w Gaudynowskich Skałach na lewym brzegu potoku Brodła na Garbie Tenczyńskim będącym częścią Wyżyny Krakowsko-Częstochowskiej. Należy do wsi Brodła w województwie małopolskim, w powiecie chrzanowskim, w gminie Alwernia.

## Opis obiektu
Znajduje się u zachodniej podstawy skały po północnej stronie Gaudynowskiej Baszty, na wysokości około 5 m nad wąską asfaltową drogą biegnącą obok Gaudynowskiej Baszty. Jest to niewielka i lejkowato zwężająca się nyża, w końcowym odcinku przechodząca w szczelinę. Powstała na pionowym pęknięciu skały w późnojurajskich wapieniach. Na ścianach brak nacieków, namulisko złożone ze skalnych okruchów i próchnicy. Jest oświetlona światłem słonecznym i nie ma własnego mikroklimatu. Na niektórych miejscach ścian rozwijają się mchy i porosty, w głębi występują pająki.
Po raz pierwszy opisał go M. Pruc we wrześniu 1999 r. On też opracował plan schroniska.

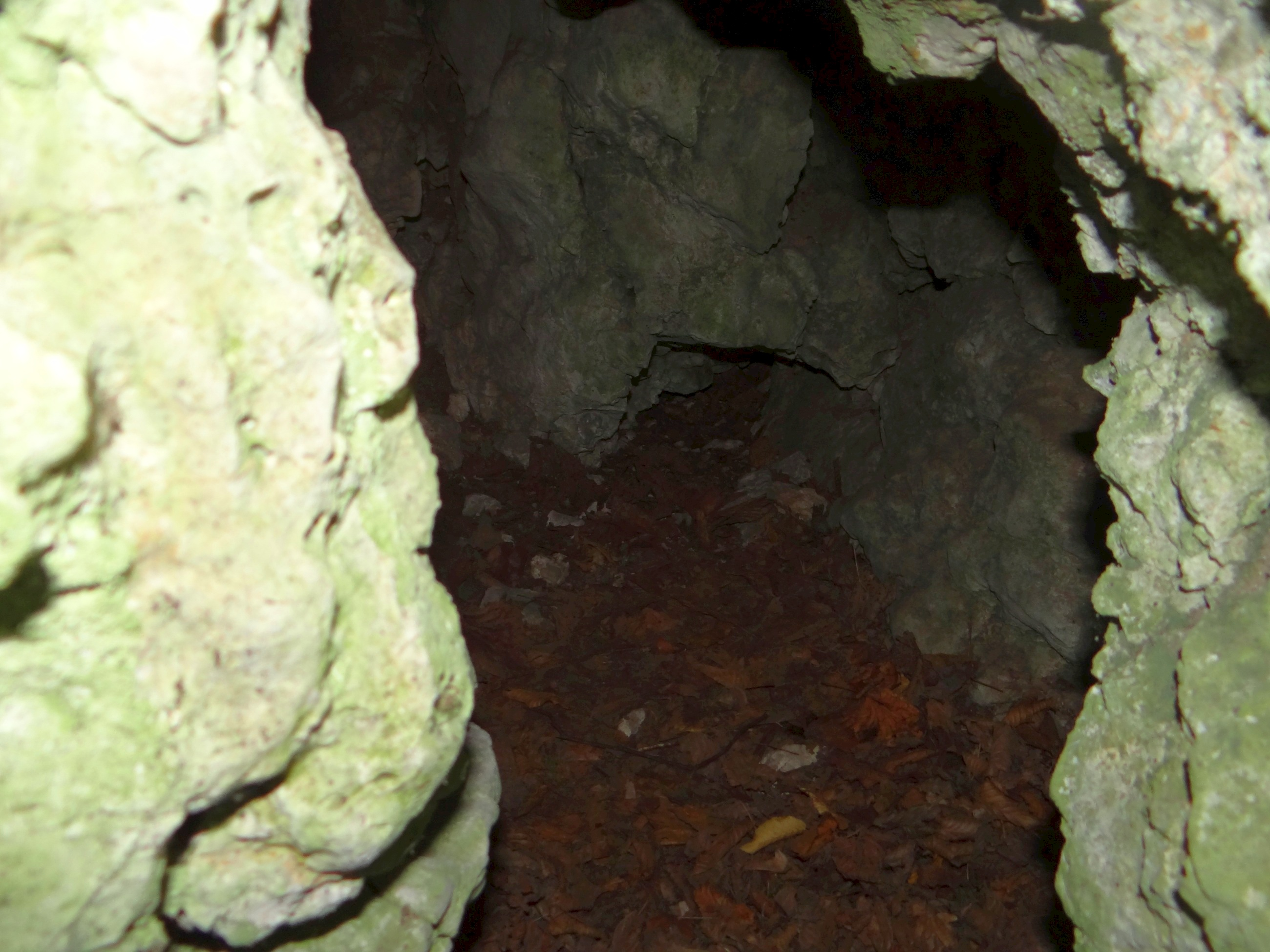
Wnętrze schroniska
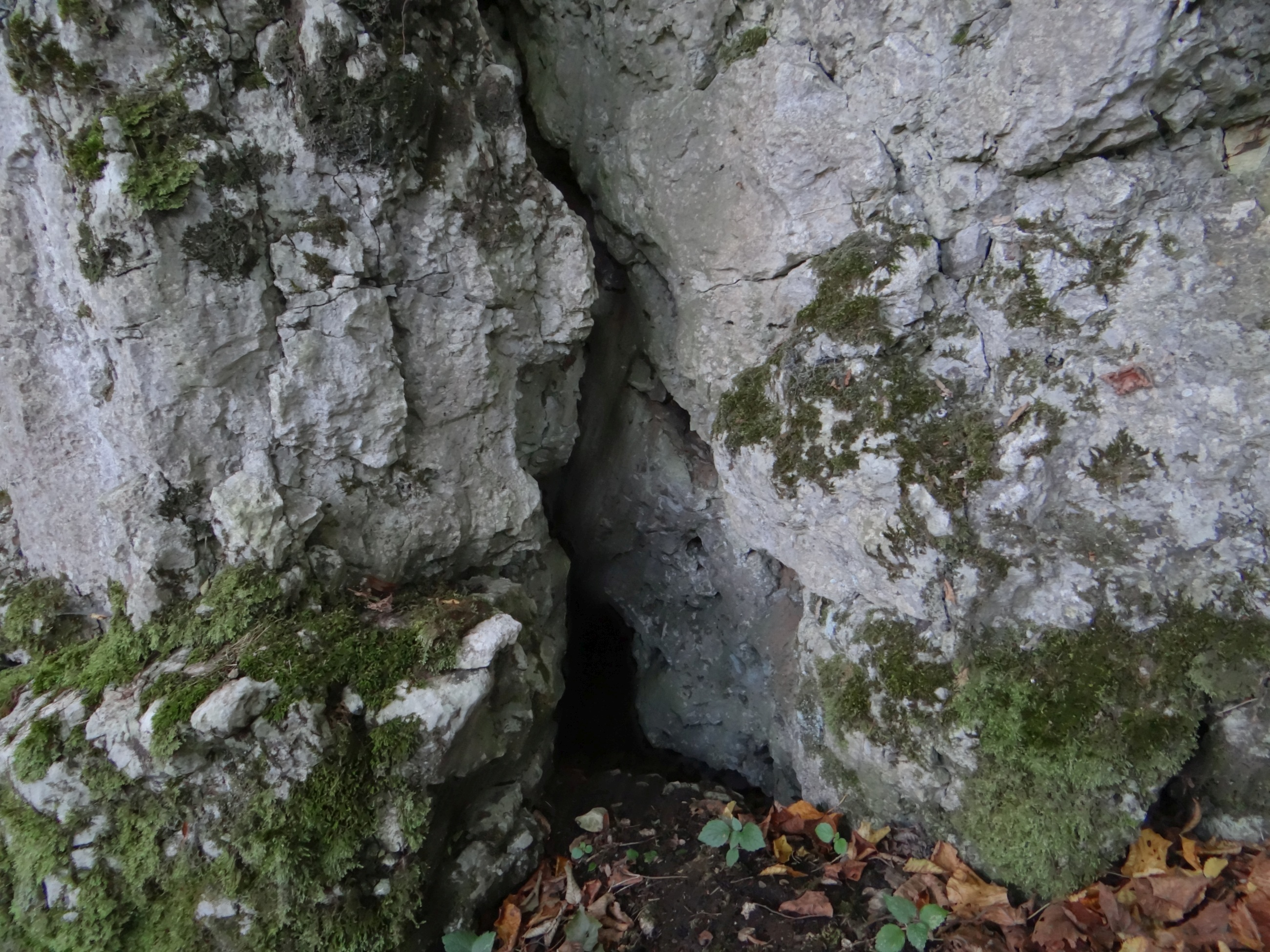